# 1802 au Nouveau-Brunswick
Chronologie du Nouveau-Brunswick
- 1798
- 1799
- 1800
- 1801
- 1802
- 1803
- 1804
- 1805
- 1806

Cette page concerne des événements survenus en 1802 dans la province canadienne du Nouveau-Brunswick.